# مقاطعة مورغان (ألاباما)
مقاطعة مورغان (بالإنجليزية: Morgan County, Alabama)‏ هي إحدى مقاطعات ولاية ألاباما في الولايات المتحدة. تأسست سنة 1818، بلغ عدد سكانها 119490 نسمة في عام 2010 حسب إحصاء مكتب تعداد الولايات المتحدة وتصل الكثافة السكانية فيها 79 نسمة/كم2.

## أعلام
- ديفيد كامبل همفريز
- ويليام ويليس غارث
- جوزيه باترسون

## وصلات خارجية
- www.co.morgan.al.us